# Antillia

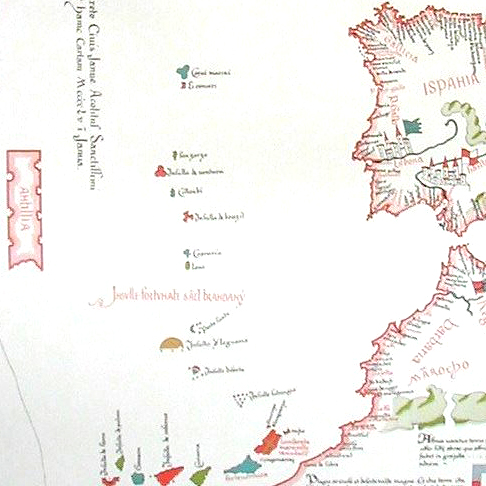
Hartă din 1455 realizată de Bartholomeo Pareto, insula Antillia se află în vest

Antillia sau Antilia este o insulă legendară despre care s-a afirmat în timpul secolului al XV-lea că s-ar afla în Oceanul Atlantic, departe în vestul Spaniei și Portugaliei. Insula a mai fost numită Insula celor șapte orașe (Ilha das Sete Cidades (portugheză), Septe Cidades) sau San Brandan (ori San Brendan). A fost asociată cu Atlantida.